# Phytometra coccineifascia
Phytometra coccineifascia är en fjärilsart som beskrevs av Augustus Radcliffe Grote. Phytometra coccineifascia ingår i släktet Phytometra och familjen nattflyn. Inga underarter finns listade i Catalogue of Life.